# Tatra (Gebirge)

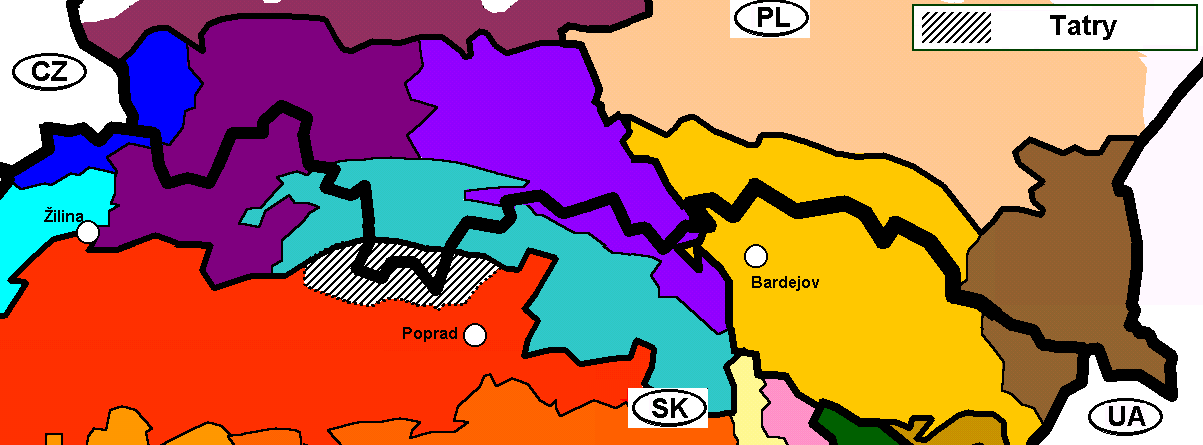
Die Tatra innerhalb der Geomorphologischen Einteilung der Slowakei und Polens

Tatra (slowakisch und polnisch Tatry) ist der Name eines Gebirgskomplexes des geologischen Fatra-Tatra-Gebietes in den Karpaten, das außer der Tatra die Große und die Kleine Fatra umfasst. Zwei Drittel des Gebietes der Tatra liegen in der Slowakei und ein Drittel in Polen (der Rysy mit 2503 m n.m. auf slowakischer Seite ist mit 2499,6 m n.p.m. der höchste Gipfel Polens). Mit 2654,4 m n.m. ist der Gerlachovský štít (dt. Gerlsdorfer Spitze) in der Slowakei die höchste Erhebung der Tatra, der Slowakei und der ganzen Karpaten. Nur dort, in ihrem nördlichsten Teil, der Hohen Tatra, und im südlichen Teil, dem Făgăraș-Gebirge, dem Retezat, dem Parâng-Gebirge und dem Bucegi-Gebirge, erreichen die Karpatengipfel Höhen von über 2500 m. Insgesamt gibt es in der Slowakei mehr als 40 Gipfel über 2000 m.
Die Tatra besteht aus:
- der Westtatra (deutsch auch: Liptauer Alpen, slowakisch Západné Tatry, polnisch Tatry Zachodnie),
- der Osttatra (slowakisch Východné Tatry, polnisch Tatry Wschodnie), die sich wiederum aus der Hohen Tatra (slowakisch Vysoké Tatry, polnisch Wysokie Tatry) im Westen und den Beler Kalkalpen (auch Belaer Tatra, slowakisch Belianske Tatry, polnisch Tatry Bielskie) im Osten zusammensetzt.

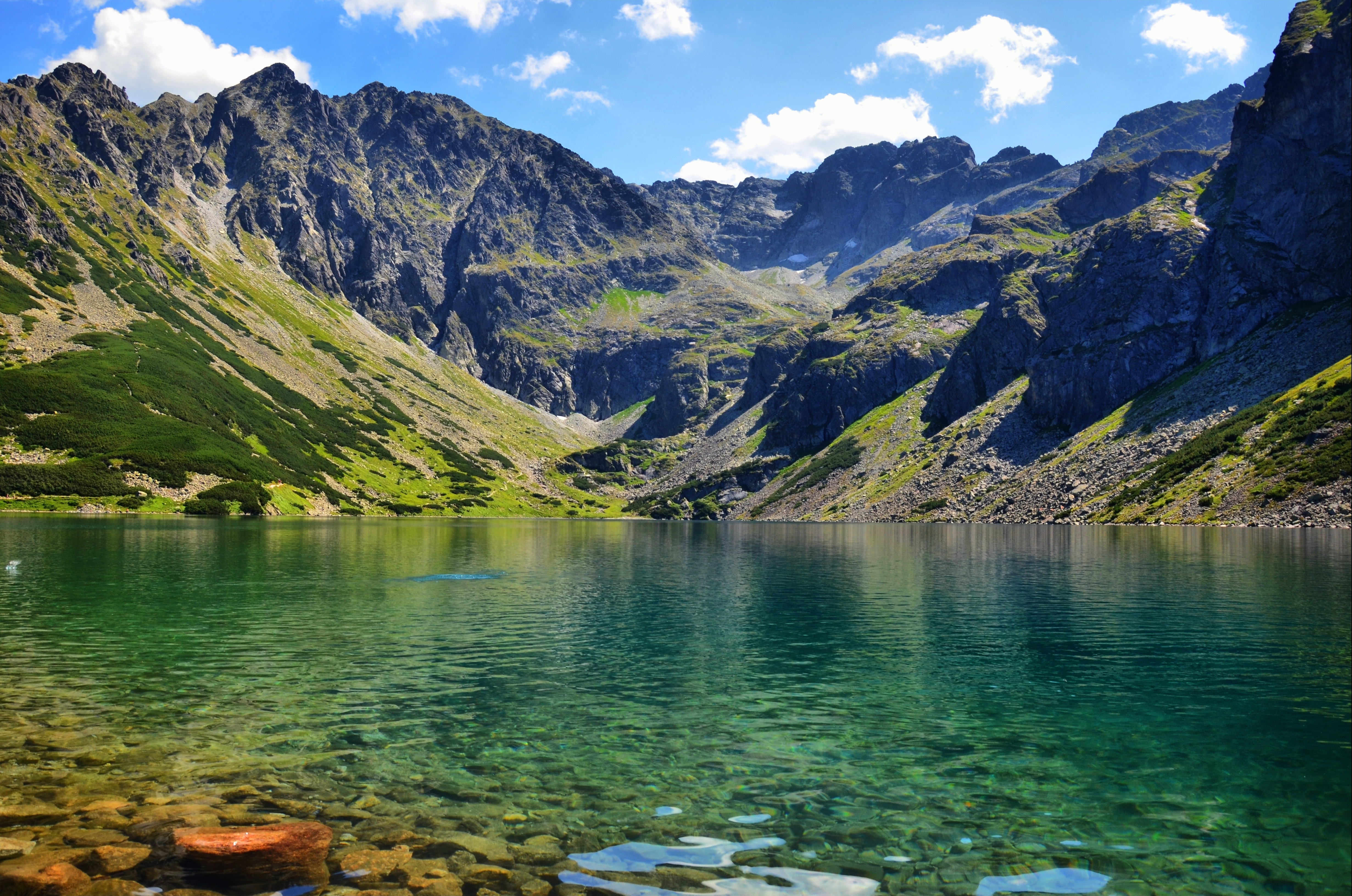
Czarny Staw Gąsienicowy, Polen

Von der Tatra zu unterscheiden ist die Niedere Tatra, die von der Tatra durch die von den Flüssen Váh (Waag) und Poprad (Popper) durchflossene Talsenke Podtatranská kotlina getrennt wird. In diesem Becken befinden sich die Landschaften Liptau (Liptov) und Zips (sl. Spiš, pl. Spisz). Westlich der Tatra befindet sich die Region Orava (pl. Orawa), nördlich die Region Podhale und die Gebirgszüge der Gorce und Beskiden.
Umgangssprachlich werden sowohl die West- und Osttatra als auch die Niedere Tatra als „Tatry“ bezeichnet (zumal das Wort „Tatry“ im Slowakischen und Polnischen heutzutage in der Mehrzahl steht), oder es wird nur die Hohe Tatra als Tatry bezeichnet.

## Geologie
Der zentrale Teil der Tatra besteht aus Granit, gefolgt von Sedimentgesteinen aus Kalkstein, Dolomit, Tonstein und Schiefer.
Die Gebirgsbildung der Tatra wurde maßgeblich mitverursacht durch einen Grabenbruch im Bereich der Südtatra, der vor rund 15 Millionen Jahren in Erscheinung trat und dem Gebirge eine Höhe von ehemals etwa 6 km verlieh. Er trennt die Tatra vom Liptauer und dem Poprader Becken. Aus diesem Grund hat die Tatra auch keine Vorbergzone. Das Gesicht des Gebirges wurde in den letzten 2 Millionen Jahren von den Kaltzeiten geprägt. Gletscher schoben sich in den Granit der Tatra und hinterließen Trogtäler, die mit Moränen abschließen und sich nach Abschmelzen der eiszeitlichen Gletscher mit Wasser füllten.

## Klima
Die Tatra und ihre Umgebung sind die kältesten Gebiete in der Slowakei. Der Wind weht meist aus nordwestlicher Richtung. Durch die Lage des Gebirges entsteht ein Regenschatten auf der windabgewandten Seite im Poprader Becken. Die jährlichen Niederschläge liegen um etwa 300 mm.

## Flüsse und Seen
In der Tatra entspringen die beiden Quellflüsse des Dunajec, der nach Nordosten fließt, sowie der zunächst nach Südosten fließende Poprad (Popper), der bei Nowy Sącz in den Dunajec mündet. Der Dunajec ist ein rechter Nebenfluss der Weichsel.
In der Tatra gibt es etwa 200 Gletscherseen. Die bekanntesten sind das Meerauge in Polen, und auf der slowakischen Seite der Štrbské pleso (Tschirmer See), der am gleichnamigen Wintersportort liegt, der Poppersee (Popradské pleso), der Große Hinzensee (Veľké Hincovo pleso), der Steinbachsee (Skalnaté pleso) und der Grüne See (Zelené pleso).
Weitere große Seen sind Czarny Staw Gąsienicowy (Schwarzer Gąsienicowa See), Wielki Staw Polski (Großer Polnischer See) in Dolina Pięciu Stawów Polskich (Tal der fünf polnischen Seen) und Czarny Staw pod Rysami (Schwarzer See unter der Meeraugspitze).

## Wanderwege
Sowohl in Polen als in der Slowakei ist das Gebirge durch Wanderwege gut erschlossen. In Polen ist der höchste über Wanderwege erreichbare Punkt in den Bergen der Rysy, eine bekannte und schwierige Strecke ist Orla Perć. In der Slowakei bildet das Kerngebiet der Hohen Tatra einen Naturpark, in dem das Verlassen der Wanderwege nur mit Führer erlaubt ist. Selbstständiges Bergsteigen ist daher nicht möglich.
In der Slowakei sind die Wanderwege in der Tatra über den Berghütten vom 1. November bis 15. Juni geschlossen. In Polen sind die Wanderwege ganzjährig geöffnet.

## Wirtschaft und Infrastruktur
Die größte und bekannteste Stadt auf der polnischen Seite ist Zakopane. Auf slowakischer Seite liegen die bekannten Wintersport- und Höhenkurorte Tatranská Lomnica (dt. Tatralomnitz), Starý Smokovec (dt. Altschmecks) und Štrbské Pleso (dt. Tschirmer See). An der südlichen Peripherie des Gebirges verläuft die Autobahn D1 von Bratislava nach Košice.

## Nationalpark
1949 wurde auf der slowakischen Seite der Tatra der Tatra-Nationalpark (TANAP) gegründet, 1954 folgte die Ausweisung des Tatra-Nationalparkes (TPN) auf polnischem Gebiet. Beide Parks zusammen umfassen eine Gesamtfläche von 113.000 ha und wurden von der UNESCO zu einem internationalen Biosphärenreservat erklärt. Sie beherbergen über 1300 erfasste Pflanzenarten unterschiedlicher zonaler Vegetationstypen, angefangen von Buchenwaldgesellschaften bis hin zu Vegetationsformen alpiner Klimazonen.
Die Fauna umfasst alle für die Karpaten typischen Raubtierarten, auch Europäische Wildkatze, Luchs, Wolf und Braunbär. Man findet auch einige charakteristische Vogelarten wie den Tannenhäher.

## Sonstiges
Am 19. November 2004 vernichtete ein starker Orkan mit Windgeschwindigkeiten von bis zu 150 km/h auf slowakischer Seite große Teile des Fichtenwaldes in der Hohen Tatra.

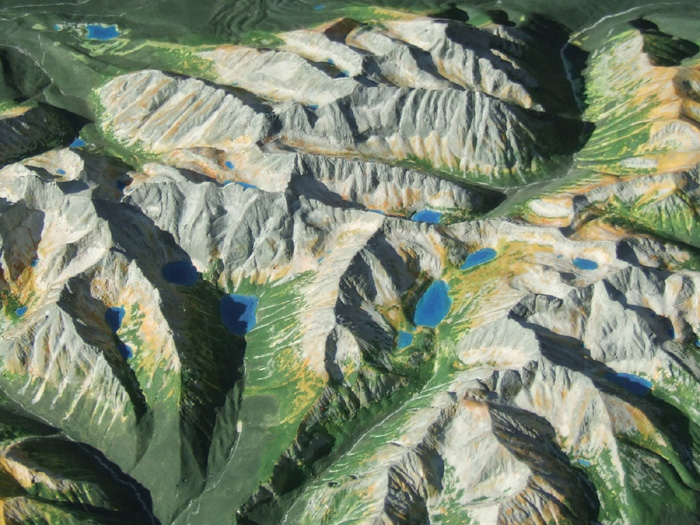
Hohe Tatra – Reliefkarte 1:50.000
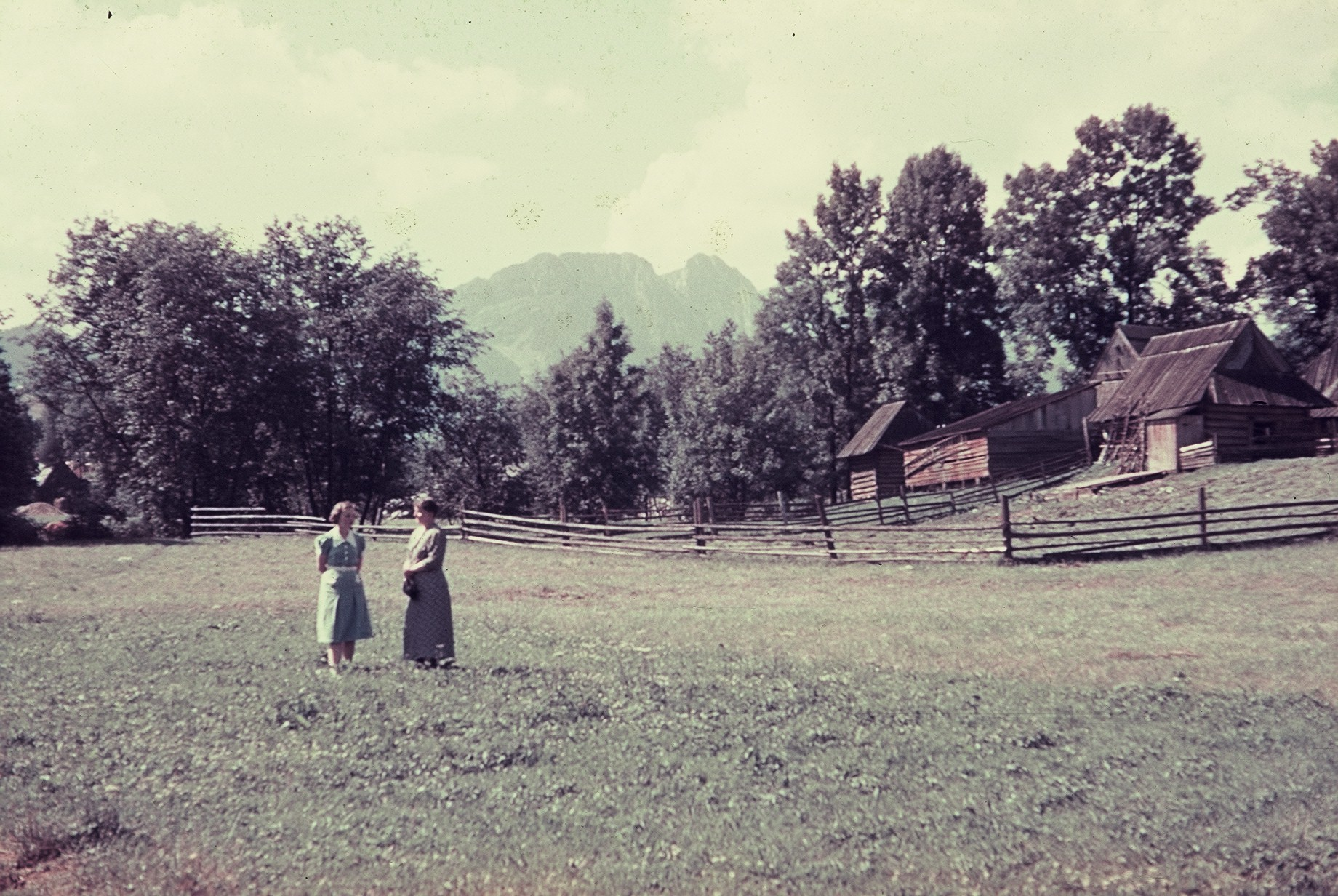
Tatra 1938
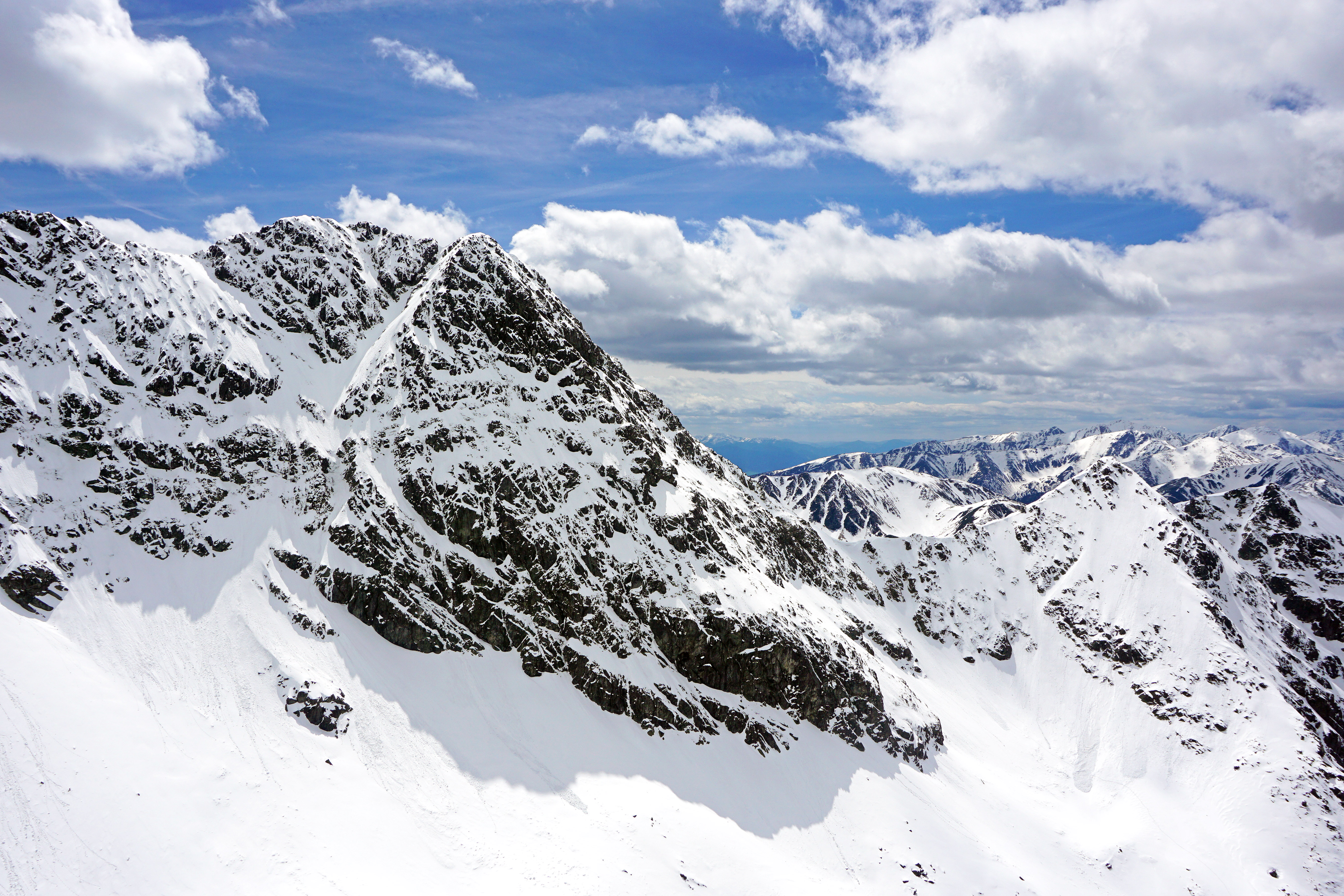
Świnica, Hohe Tatra
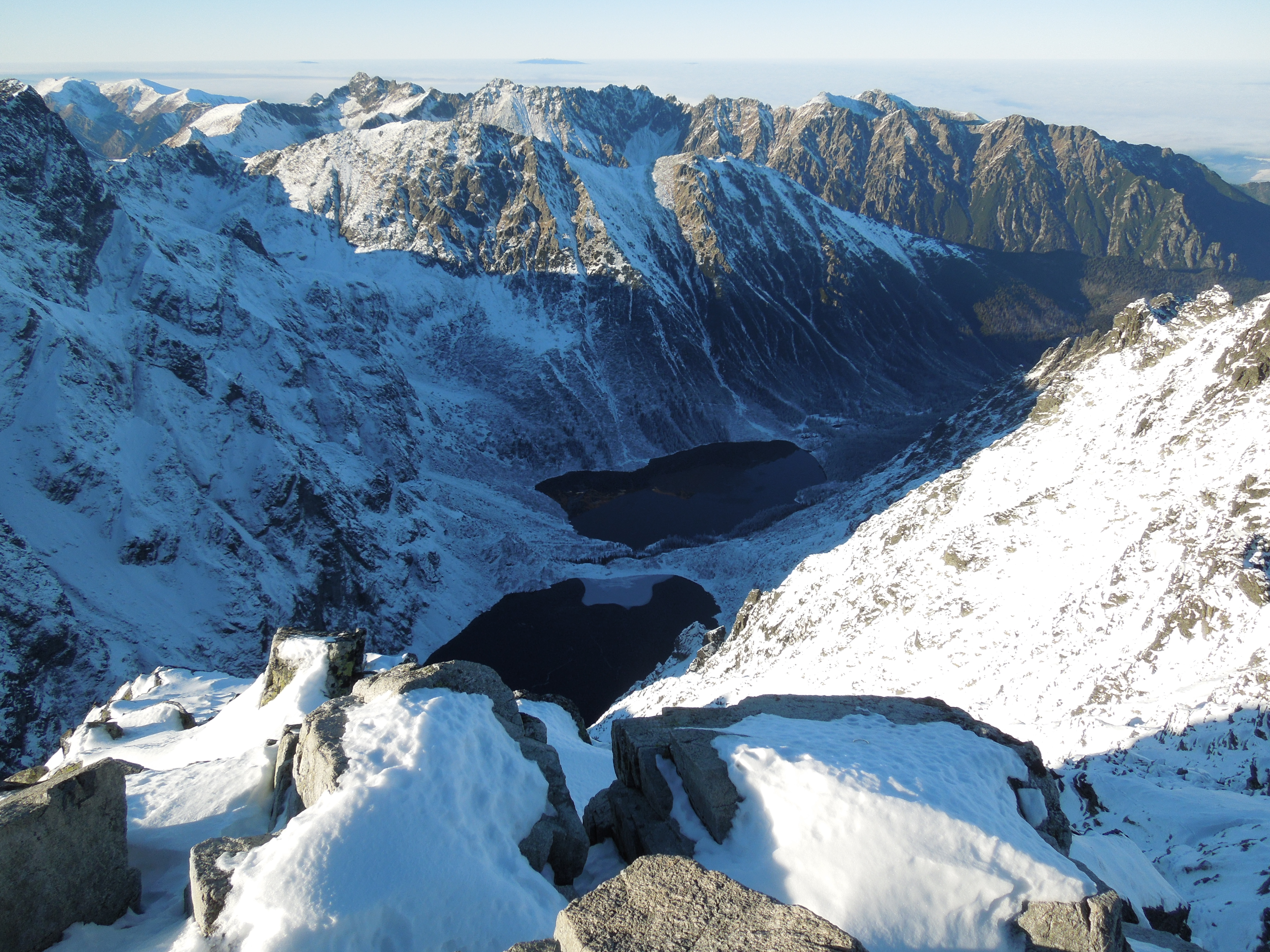
Tatra, Blick vom Rysy an der Grenze zwischen Polen und Slowakei

Am 17. August 2019 betraten sechs Forscher die Wielka-Sniezna-Höhle im Kalkstein in Südpolen. Vier von ihnen entkamen aus der Höhle, von zwei vermissten wurde am 23. August einer tot in der Höhle aufgefunden.